# Ciril Rozman
Ciril Rozman, slovenski zdravnik internist, * 19. junij 1929, Ljubljana.
Rozman je leta 1954 diplomiral na medicinski fakulteti v Barceloni. leta 1967 je postal redni profesor za interno medicino na Univerzi v Salamanci, 1969 pa predstojnik Klinike za interno medicino, katedre za interno medicino in postdiplomskega študija hematologije v Barceloni.
Za svoje delo v Španiji je prejel najvišja španska državna odlikovanja. Leta 1996 mu je bilo podeljeno tudi priznanje Ambasador Republike Slovenije v znanosti.